# 皮耶尔·安杰洛·孔蒂·曼齐尼
皮耶尔·安杰洛·孔蒂·曼齐尼（義大利語：Pier Angelo Conti Manzini，1946年6月30日—2003年10月28日），意大利男子赛艇运动员。他曾代表意大利参加1968年和1972年夏季奥林匹克运动会赛艇比赛，获得一枚铜牌。